# Campeonato Europeo de Bádminton de 2004
El XIX Campeonato Europeo de Bádminton se celebró en Ginebra (Suiza) del 16 al 24 de abril de 2004 bajo la organización de la Unión Europea de Bádminton (EBU) y la Federación Suiza de Bádminton.
Las competiciones se realizaron en el Centro Deportivo de Queue d’Arve de la ciudad suiza.

## Medallistas
| Evento               | Oro                                            | Plata                                     | Bronce                                                                                     |
| -------------------- | ---------------------------------------------- | ----------------------------------------- | ------------------------------------------------------------------------------------------ |
| Individual masculino | Peter Gade Dinamarca                           | Kenneth Jonassen Dinamarca                | Björn Joppien · Alemania Anders Boesen · Dinamarca                                         |
| Dobles masculino     | Jens Eriksen Martin Lundgaard Hansen Dinamarca | Anthony Clark Nathan Robertson Inglaterra | Lars Paaske · Jonas Rasmussen · Dinamarca Michał Łogosz · Robert Mateusiak · Polonia       |
| Individual femenino  | Mia Audina · Países Bajos                      | Hongyan Pi Francia                        | Camilla Martin · Dinamarca Yao Jie · Países Bajos                                          |
| Dobles femenino      | Lotte Bruil · Mia Audina · Países Bajos        | Rikke Olsen Ann-Lou Jørgensen Dinamarca   | Mette Schjoldager · Pernille Harder · Dinamarca Juliane Schenk · Nicole Grether · Alemania |
| Dobles mixto         | Nathan Robertson Gail Emms Inglaterra          | Jonas Rasmussen Rikke Olsen Dinamarca     | Jens Eriksen · Mette Schjoldager · Dinamarca Fredrik Bergström · Johanna Persson · Suecia  |

## Medallero
| Núm. | País         | Oro | Plata | Bronce | Total |
| ---- | ------------ | --- | ----- | ------ | ----- |
| 1    | Dinamarca    | 2   | 3     | 5      | 10    |
| 2    | Países Bajos | 2   | 0     | 1      | 3     |
| 3    | Inglaterra   | 1   | 1     | 0      | 2     |
| 4    | Francia      | 0   | 1     | 0      | 1     |
| 5    | Alemania     | 0   | 0     | 2      | 2     |
| 6    | Polonia      | 0   | 0     | 1      | 1     |
| 6    | Suecia       | 0   | 0     | 1      | 1     |
|      | TOTAL        | 5   | 5     | 10     | 20    |